# Anopheles triannulatus
Anopheles triannulatus este o specie de țânțari din genul Anopheles, descrisă de Arthur Neiva și Pinto în anul 1922. Conform Catalogue of Life specia Anopheles triannulatus nu are subspecii cunoscute.